# П'ятеро поросят
«П'ятеро поросят» (англ. Five Little Pigs) - детективний роман англійської письменниці Агати Крісті, опублікований в 1942 році видавництвом «Dodd, Mead and Company» під назвою «Murder in Retrospect» («Убивство в ретроспективі»), а в 1943 році видавництвом «Collins Crime Club» під оригінальною назвою. Роман із серії про Еркюля Пуаро.

## Сюжет
До Пуаро звертається молода жінка, Карла Лемаршан, мати якої 16 років тому була засуджена за вбивство власного чоловіка, батька Карли. Клара збирається одружитися, вона побоюється, що факт отруєння її матір'ю батька може згубно позначитися на її шлюбі. Вона також стверджує, що мати ніколи б не збрехала їй, щоб прикрити непривабливу правду. А мати ще 16 років тому сказала, що невинна. 
Батько Клари, художник Еміас Крейл, був отруєний коніїном, синтезованим Мередитом Блейком і пізніше украденим у нього. Кароліна, мати Карли, зізналася в крадіжці отрути, але заявила, що збиралася покінчити з собою. Але отрута потрапила в склянку, з якої Еміас випив пиво, що йому принесла Кароліна. Як виявилося, у Кароліни був привід усунути чоловіка: його натурниця, Еліза Грір, заявила, що Еміас збирався розлучитися із дружиною, щоб одружитися з нею. Це було досить незвичайно для Еміаса, у якого було безліч інтрижок, але залишати Кароліну він не збирався. 
Пуаро виявляє п'ять потенційних підозрюваних.

## Персонажі роману
- Еркюль Пуаро - бельгійський детектив
- Карла Лемаршан - дочка Кароліни Крейл
- Сер Монтегю Деплиш - адвокат у суді
- Квентін Фогг - обвинувач у суді
- Джордж Мейх'ю - син адвоката Кароліни
- Калеб Джонатан - сімейний адвокат Крейлов
- Суперінтендант Хейл - слідчий

### «П'ятеро поросят»
- Пилип Блейк - брокер
- Мередіт Блейк - знавець трав
- Еліза Грір - світська левиця
- Сесилія Вільямс - віддана покоївка
- Анжела Воррен - спотворена археологиня

1. ↑  (unspecified title) — ISBN 972-38-1320-3